# Vol CAAC 3303
Le vol CAAC 3303 était un vol intérieur régulier qui reliait l'ancien aéroport international de Guangzhou Baiyun et l'aéroport de Guilin Qifengling (en), en Chine. Il était desservi par un Hawker Siddeley Trident, qui s'est écrasé contre le flanc d'une montagne le 26 avril 1982, à 60 km au sud-est de l'aéroport, tuant sur le coup les 112 passagers et membres d'équipage à bord.

## Avion et équipage
L'appareil impliqué était un Hawker Siddeley Trident, immatriculé B-266, qui a volé pour la première fois en 1975. L'avion appartenait à l'armée de l'air mais était exploité par la division aérienne de la CAAC, celle qui opérait depuis Guangzhou, devenue aujourd'hui China Southern Airlines.
Le commandant de bord, Chen Huaiyao, était un pilote expérimenté sur Hawker Siddeley Trident, venant de la Force aérienne chinoise, qui avait rejoint la division de la CAAC basée à Guangzhou en 1982. C'était son premier vol à destination de Guilin. Le copilote Chen Zaiwen, âgé de 31 ans, avait également servi dans la Force aérienne chinoise.

## Accident
À 16h45, alors que le vol 3303 était en approche vers l'aéroport de Guilin sous une pluie battante, l'équipage a souhaité effectuer une approche nord-sud. L'aéroport ne disposait pas de radar au sol; le contrôleur aérien a mal évalué la distance entre l'avion et l'aéroport et a ordonné au vol de descendre prématurément. L'avion a percuté le flanc d'une montagne près de la ville de Yangshuo, explosant et se brisant à l'impact. L'accident a tué la totalité des 112 personnes à bord.

## Enquête
La CAAC a enquêté sur cet accident. La raison principale de l'accident était une mauvaise gestion des ressources de l'équipage, ainsi qu'une communication inadéquate et erronée du contrôle du trafic aérien. Le commandant de bord n'avait aucune expérience du vol sur le trajet à destination de Guilin, et la région est réputée pour ses hautes falaises de calcaire qui rendent l'approche et l'atterrissage dangereux.
Un dysfonctionnement du pilote automatique serait une autre raison probable de l'accident, car la CAAC a noté que l'avion avait commencé à tourner lors de l'approche. L'équipage n'a réalisé ce problème que lorsque l'avion avait viré de 45°. Cependant, ils se sont trompés et ont continué à virer et s'éloigner de leur trajectoire. L'avion est entré dans un virage à 180 degrés, ce qui l'a conduit droit dans la montagne.